# Witzwort
Witzwort (dänisch Vitsvort) ist eine Gemeinde im Kreis Nordfriesland in Schleswig-Holstein.

## Geografie

### Geografische Lage

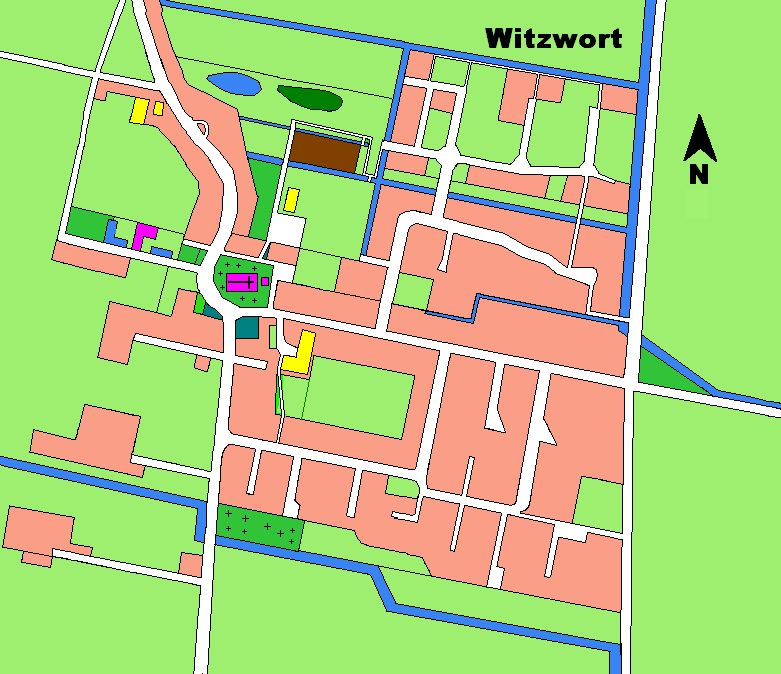
Plan des Ortes

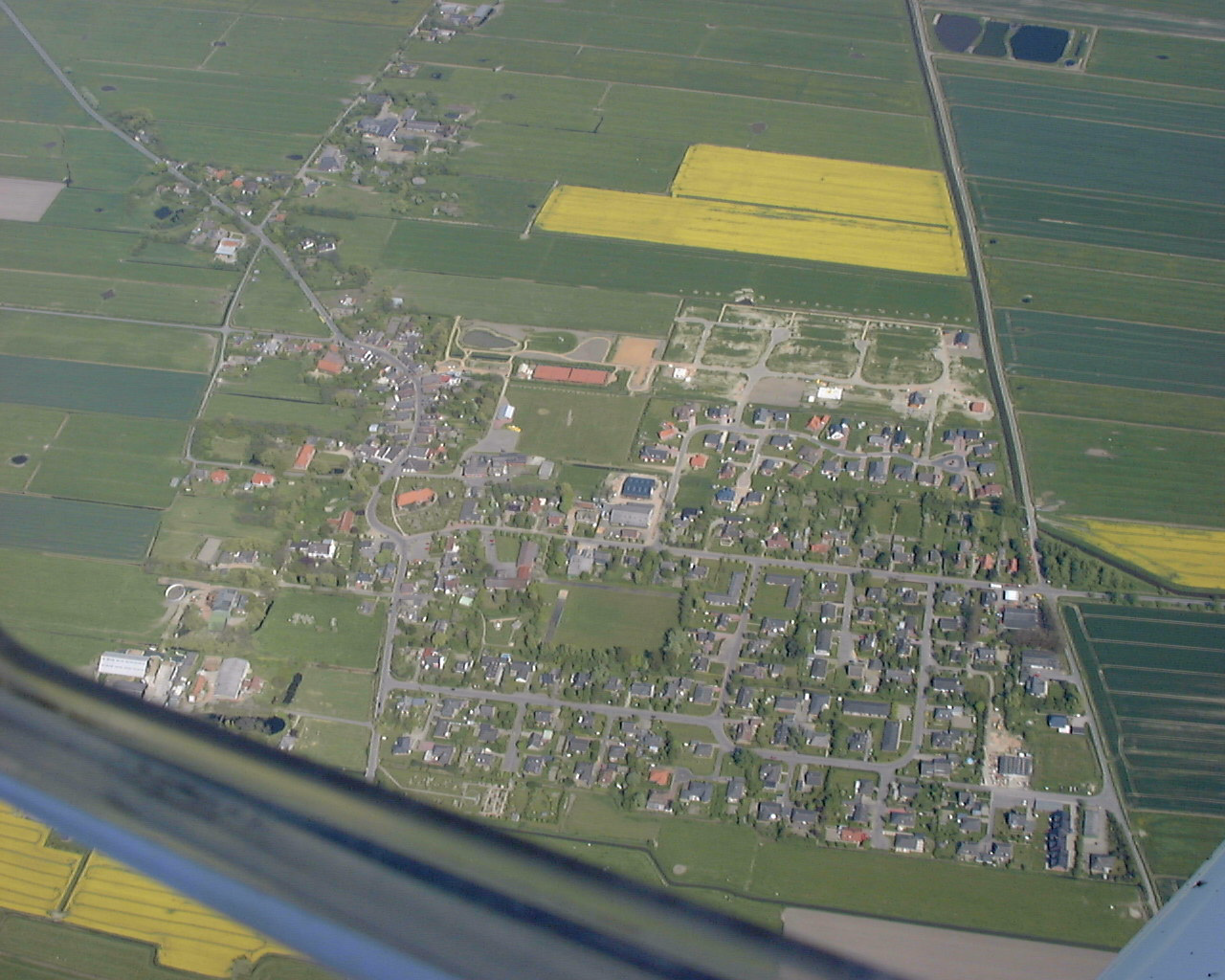
Luftaufnahme, Blick nach Norden

Die Gemeinde Witzwort erstreckt sich, gemäß der Systematik der Naturräumlichen Haupteinheiten Deutschlands, im östlichen Bereich des Naturraums Eiderstedter Marsch an der Biegung des Flusslaufs der Eider zwischen Friedrichstadt und Tönning nach Süden im nördlichen Uferbereich.

### Gemeindegliederung
Neben dem Hauptort gleichen Namens, ein Kirchdorf, befinden sich anteilig u. a. auch die Streusiedlungen Reimersbude und Büttel im Gemeindegebiet. Sie erstrecken sich entlang der Bundesstraßen 5 und 202.

### Nachbargemeinden
An das Gemeindegebiet von Witzwort grenzen:
| Uelvesbüll | Simonsberg                                  | Südermarsch  |
|            | Kompassrose, die auf Nachbargemeinden zeigt | Koldenbüttel |
| Oldenswort | Lehe (Kreis Dithmarschen)                   |              |

## Geschichte
Die Gemeinde Witzwort wurde erstmals 1352 urkundlich erwähnt. Witzwort bedeutet etwa „Wurt des Wido“.
Seit Juli 2000 ist Witzwort ein vom Land Schleswig-Holstein anerkannter Erholungsort.

## Politik

### Gemeindevertretung
Bei der Kommunalwahl am 14. Mai 2023 wurden insgesamt 11 Sitze vergeben. Von diesen erhielt die Wählergemeinschaft Witzwort sieben Sitze und die CDU vier Sitze.

### Bürgermeister
Für die Wahlperiode 2018–2023 wurde Jan (Johann) Sievers von der Wählergemeinschaft Witzwort (WGW) zum Bürgermeister gewählt. Dieser löste den zuvor seit 1978 ohne Unterbrechung amtierenden Willi Berendt ab.

### Wappen
Blasonierung: „In Gold über schmalem blau-silbernen Wellenschildfuß ein flacher grüner Berg, davor ein silberner Haubarg mit rotem Dach, darunter ein silberner Ochsenkopf.“

## Kultur und Sehenswürdigkeiten

### Bauwerke

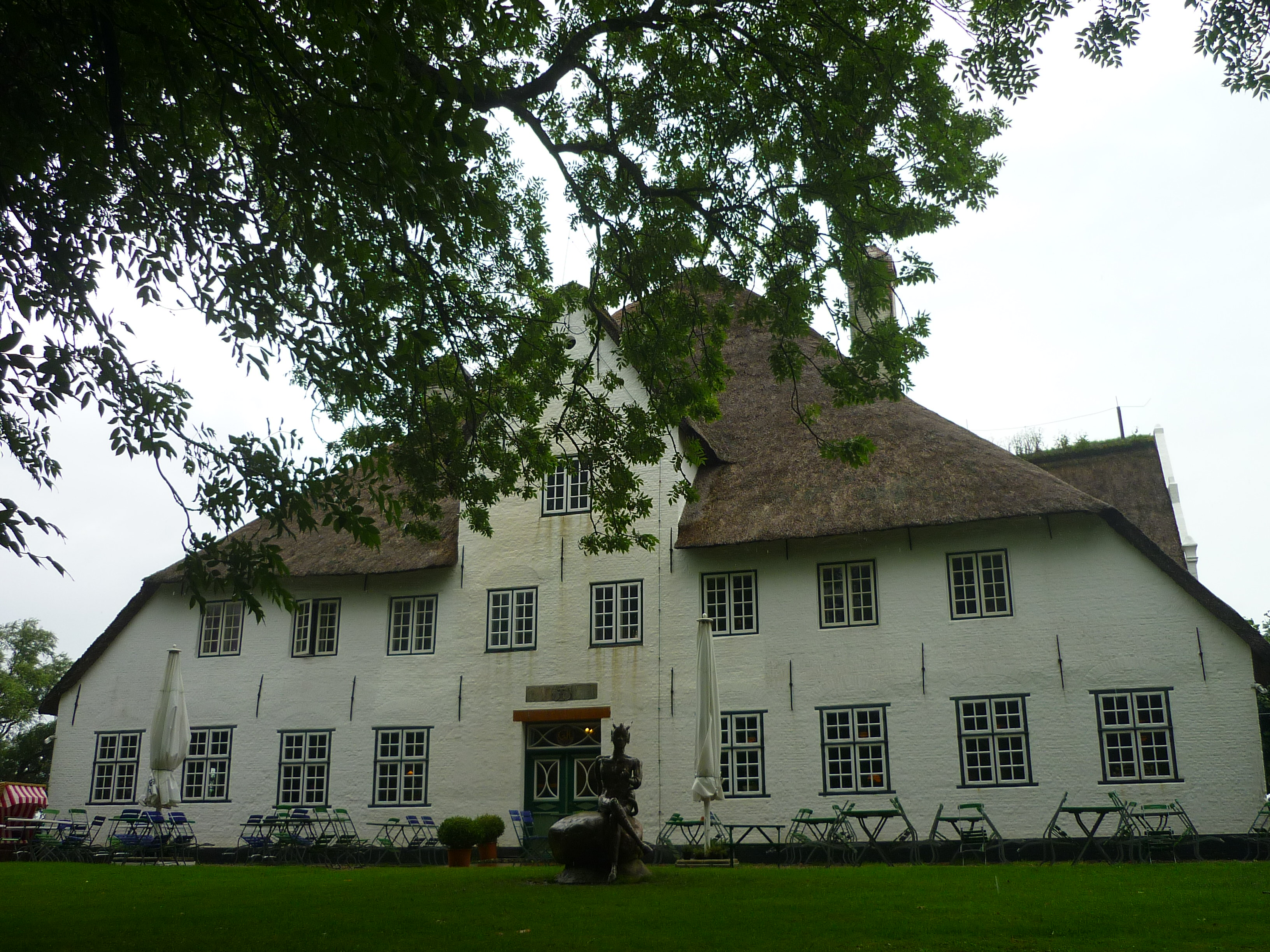
Roter Haubarg
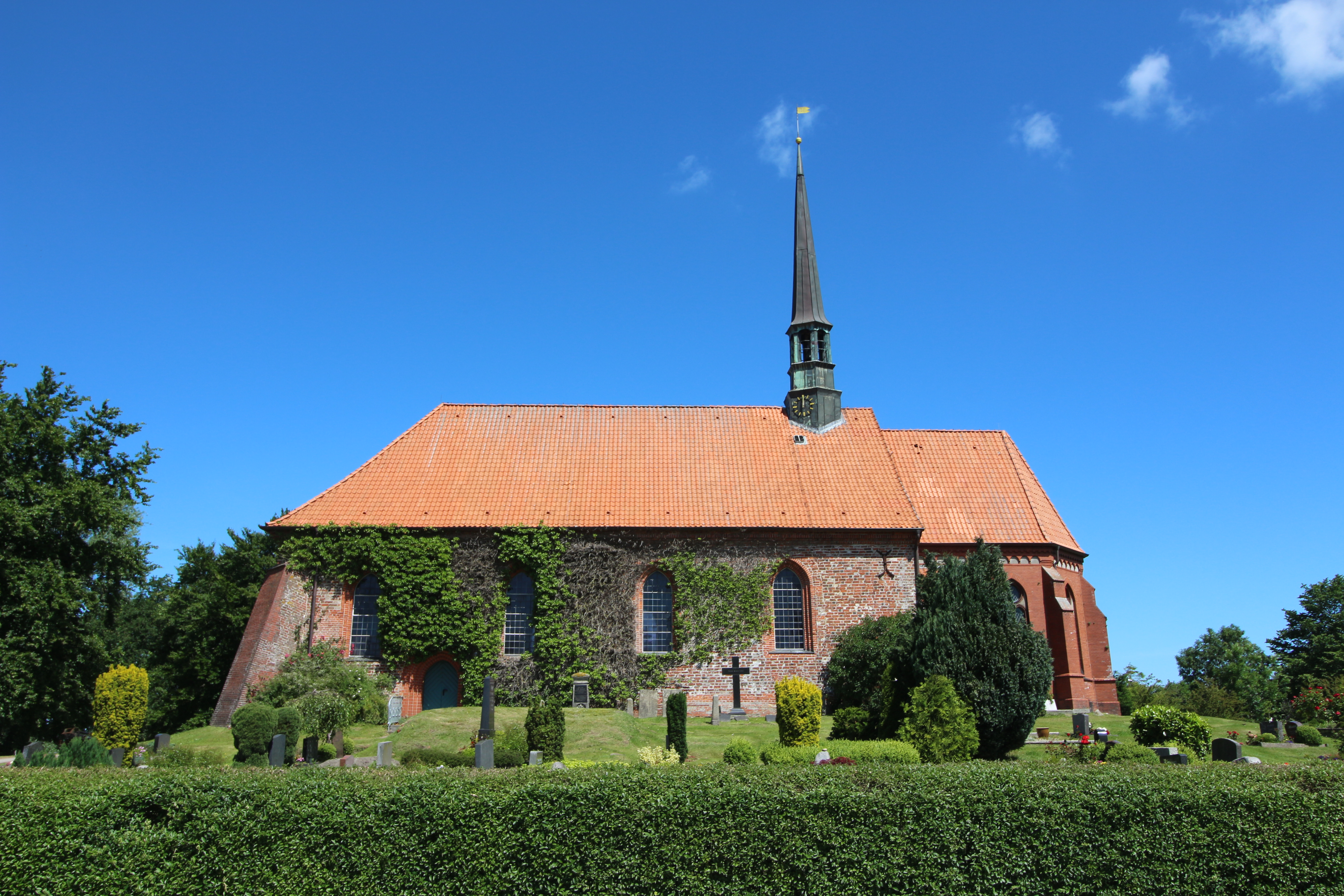
Marienkirche
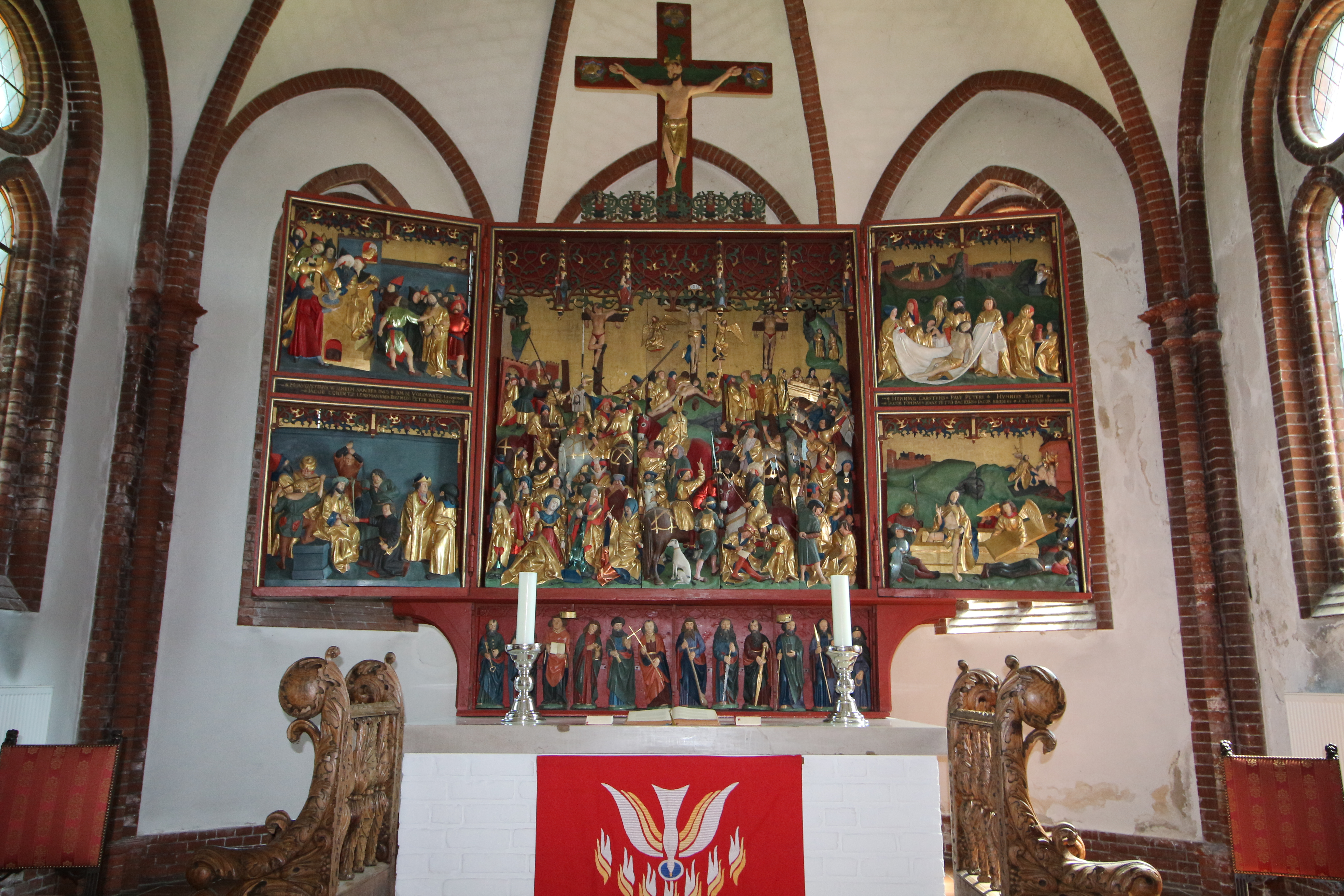
Altar

Der Rote Haubarg liegt etwa drei Kilometer nördlich vom Dorf im Gemeindegebiet. Er ist ein weiß verputzter Haubarg mit Reetdach, der vermutlich 1647 erbaut wurde. Die Herkunft des Namens ist unklar. Entweder ist er erst im 18. Jahrhundert entstanden und hat seinen Namen von seinem Vorgängerbau übernommen, der mit roten Ziegeln gedeckt war und rund 100 Jahre später durch einen Brand vernichtet wurde, oder der Haubarg war früher rot verputzt bzw. unverputzt. Der Rote Haubarg beherbergt heute den landwirtschaftlichen Teil des Eiderstedter Heimatmuseums und wird als Gaststätte genutzt.
In Witzwort steht die aus Backstein gebaute St. Marienkirche. Sie wurde im 15. Jahrhundert errichtet und 1631 durch einen hölzernen Glockenturm und einen angebauten Chorraum ergänzt. Die hölzerne Kanzel wurde unter Pastor Laurentius Adzen im Jahre 1583 in der Kirche aufgestellt. Ein Stück neben der Kirche liegt das dazugehörige Pastorat, in dem der Pastor der Kirchengemeinde Witzwort/Uelvesbüll wohnt. St. Marien wird seit 2004 von drei Seiten in der Winterzeit nachts angestrahlt.
Neben Weiteren sind sie verzeichnet in der Liste der Kulturdenkmale in Witzwort.

### Vereine
Das örtliche Sportleben wird unter anderem durch den Turn- und Sportverein Witzwort von 1926 (TSV Witzwort) mit rund 400 Mitgliedern geprägt.
Im Bereich Hilfsorganisationen gibt es einen Ortsverband des Deutschen Roten Kreuzes, welchem eine aktive Bereitschaft angehört. Diese ist über die 2. Sanitätsgruppe Nordfriesland an den Katastrophenschutz Nordfriesland angegliedert, durch welchen der Bereitschaft drei Fahrzeuge zur Verfügung gestellt sind. Die Hauptaufgabe der Bereitschaft ist die sanitätsdienstliche Versorgung der ortsansässigen Feste und Veranstaltungen; so zum Beispiel dem Ringreitturnier des Reitervereins Witzwort von 1946.
Im Jahre 1993 wurde ein Tennisclub gegründet. Die Fertigstellung der von ihm genutzten Tennisanlage erfolgte im August 1994.
Gemeinsam mit der Nachbargemeinde Uelvesbüll besteht ein Ortskulturring. Dieser existiert in dieser Form seit 1964 und veranstaltet unter anderem das alle 5 Jahre stattfindende Witzworter Dorffest.

## Wirtschaft und Infrastruktur

### Wirtschaftsstruktur
Die Wirtschaftsstruktur der Gemeinde ist stark von der landwirtschaftlichen Urproduktion geprägt. Daneben ist die Gemeinde Sitz des 1894 gegründeten genossenschaftlichen Molkereiunternehmens NordseeMilch eG.

### Bildung
In Witzwort befindet sich eine Grundschule. Dem Schulbau ist eine Turnhalle angegliedert. Das Gebäude wurde 2005–2009 saniert. Direkt neben der Schule befindet sich seit Ende 2010 der fertiggestellte Neubau des Kindergartens in Trägerschaft der örtlichen evangelisch-lutherischen Kirchengemeinde.

### Verkehr
Im Abschnitt zwischen Husum und Tönning kreuzen sich die Bundesstraßen 5 und 202. Sie haben hier auf einer kurzen Teilstrecke eine gemeinsame Trasse und bilden so das Rückgrat im Motorisierten Individualverkehr. Abseits vom Dorfkern verläuft grob in Parallellage die Bahnstrecke Husum–Bad St. Peter-Ording. Der gemeindliche Haltepunkt Witzwort befindet sich im südöstlichen Gemeindegebiet. Darüber hinaus ist der Ort auch mittels der Buslinie 1077 in den Nahverkehrsverbund Schleswig-Holstein eingebunden.

## Söhne und Töchter der Gemeinde
- Nicolaus Theodor Boysen (1797–1885), Pastor, 1848–1851 Abgeordneter der Schleswig-Holsteinischen Landesversammlung.
- Ingeborg Andresen (1878–1955), Dichterin
- Claus Peter Boyens (1880–1951), Politiker
- Silke Hars (* 1952), Politikerin (CDU)